# Michaela Kofler
Michaela Kofler (14 agosto 1977) è un'ex sciatrice alpina austriaca.

## Biografia
Originaria di Hintertux, la Kofler conquistò la prima vittoria, nonché primo podio, in Coppa Europa il 18 dicembre 1998 a Megève in discesa libera; in Coppa del Mondo esordì il 2 gennaio 1999 a Maribor in supergigante (49ª). Il 4 gennaio 2000 ottenne la seconda e ultima vittoria in Coppa Europa, a Tignes in discesa libera; il 15 gennaio e l'11 febbraio seguenti ottenne i migliori piazzamenti in Coppa del Mondo, rispettivamente ad Altenmarkt-Zauchensee in discesa libera e a Santa Caterina Valfurva in supergigante (28ª), e pochi giorni dopo, il 25 febbraio, prese per l'ultima volta il via nel massimo circuito internazionale, a Innsbruck in discesa libera (36ª). Il 22 gennaio 2002 ottenne l'ultimo podio in Coppa Europa, ad Altenmarkt-Zauchensee in discesa libera (3ª), e si ritirò al termine di quella stessa stagione 2001-2002; la sua ultima gara fu il supergigante dei Campionati austriaci 2002, disputato l'11 aprile ad Altenmarkt-Zauchensee e chiuso dalla Kofler al 5º posto. Non prese parte a rassegne olimpiche o iridate.

## Palmarès

### Coppa del Mondo
- Miglior piazzamento in classifica generale: 117ª nel 2000

### Coppa Europa
- Miglior piazzamento in classifica generale: 5ª nel 1999 e nel 2001
- 6 podi:
  - 2 vittorie
  - 2 secondi posti
  - 2 terzi posti

#### Coppa Europa - vittorie
| Data             | Località | Paese   | Specialità |
| ---------------- | -------- | ------- | ---------- |
| 18 dicembre 1998 | Megève   | Francia | DH         |
| 4 gennaio 2000   | Tignes   | Francia | DH         |

Legenda:

DH = discesa libera